# Matthew Polz
Matthew Polz (ur. 14 lutego 1997 w Saskatoon) – kanadyjski skoczek narciarski i kombinator norweski, a następnie narciarz dowolny. Medalista mistrzostw Kanady w kombinacji norweskiej.

## Życiorys
Polz jako dziecko przez 10 lat (zaczynając w wieku 5 lat) uprawiał biegi narciarskie. W wieku 11 lat zaczął również trenować skoki narciarskie i kombinację norweską. W wieku 15 lat, po zakwalifikowaniu się do drużyny prowincji Alberta, zdecydował się skupić wyłącznie na treningu skoków i kombinacji.
18 grudnia 2013, w organizowanych wspólnie przez Soldier Hollow i Park City zawodach (Gundersen HS100/10 km), zadebiutował w Pucharze Kontynentalnym w kombinacji norweskiej zajmując ostatnią, 44. lokatę. W zawodach tej rangi (w obu przypadkach także w formule Gundersen HS100/10 km) wystartował jeszcze dwukrotnie, w tym samym miejscu, plasując się na 39. (12 grudnia 2015) i 35. (13 grudnia 2015) pozycji, w obu przypadkach będąc ostatnim sklasyfikowanym zawodnikiem. We wrześniu 2015 zdobył brązowy medal mistrzostw Kanady w kombinacji norweskiej w konkursie indywidualnym (Gundersen HS95/10 km).
W skokach narciarskich w oficjalnych zawodach międzynarodowych rozgrywanych pod egidą FIS wystąpił pięciokrotnie, za każdym razem w ramach cyklu FIS Cup. W lutym 2015 w Brattleboro był 33. i 32. (dwukrotnie ostatni), a w Lake Placid 32. (przedostatni). Z kolei w lutym 2016 w Whistler uplasował się na 17. (ostatnim) i 15. (pokonał 2 rodaków) lokacie.
W sierpniu 2016, ze względów osobistych, zdecydował się na zmianę uprawianej dyscypliny i został narciarzem dowolnym, skupiając się na konkurencji skicross. Na arenie międzynarodowej zadebiutował w styczniu 2017 w zmaganiach w cyklu Nor-Am Cup (Puchar Północnoamerykański), plasując się na początku drugiej dziesiątki zawodów rozegranych w Sunridge Ski Area.